# Hydrolagus affinis
Hydrolagus affinis är en broskfiskart som först beskrevs av De Brito Capello 1868.  Hydrolagus affinis ingår i släktet Hydrolagus och familjen havsmusfiskar. IUCN kategoriserar arten globalt som livskraftig. Inga underarter finns listade i Catalogue of Life.
Arten förekommer i norra Atlanten mellan Nordamerika, Grönland och Europa. I utbredningsområdet är havet 300 till 2410 meter djup och Hydrolagus affinis registreras vanligen vid ett djup av 1000 meter.
Vuxna exemplar har en absolut längd av 32 till 147 cm och endast bålen är 14 till 96 cm lång.
Individerna äter troligen andra fiskar och ryggradslösa djur. Honor lägger ägg.

## Bildgalleri

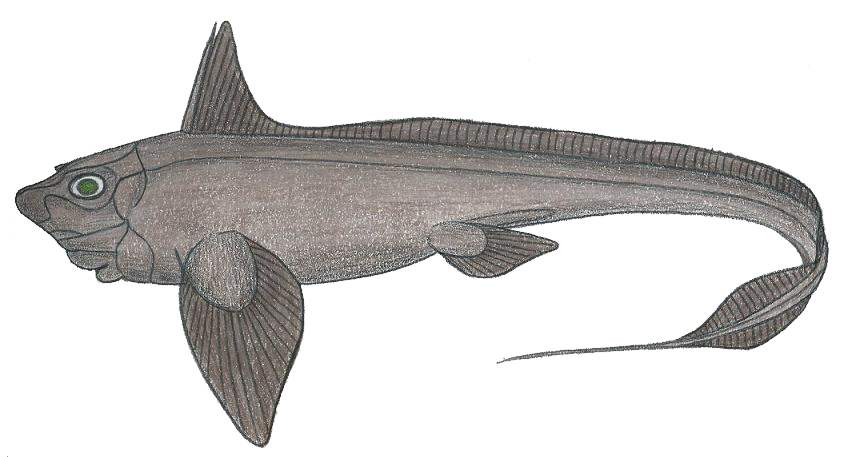